# 1952 w informatyce
Kalendarium informatyczne 1952 roku
- 22 września – uruchomiono komputer ILLIAC I na Uniwersytecie Illinois[1].
- wrzesień – David Huffman stworzył algorytm Huffmana[2].
- 4 listopada – komputer UNIVAC I przewidział wygraną Dwighta Eisenhowera w wyborach prezydenckich w Stanach Zjednoczonych[3].
- Grupa Aparatów Matematycznych rozpoczęła pracę nad budową ultradźwiękowej pamięci rtęciowej[4][5].
- Grace Hopper rozpoczęła pracę nad FLOW-MATIC, pierwszym kompilatorem w historii[6].